# Liste des films produits par Columbia Pictures

## Production
Cet article présente une sélection de films produits par Columbia Pictures.
Classement par date de première sortie en salles.

### Années 1920
- 1928 : 
  - Bessie à Broadway (The Matinee Idol) de Frank Capra
  - That Certain Thing de Frank Capra
- 1929 : 
  - Flight de Frank Capra
  - Mexicali Rose d'Erle C. Kenton

### Années 1930

#### 1930
- Ladies of Leisure de Frank Capra

#### 1931
- The Miracle Woman de Frank Capra
- La Blonde platine (Platinum Blonde) de Frank Capra
- Le Code criminel (The Criminal Code) de Howard Hawks
- Le Dirigeable (The Dirigible) de Frank Capra
- Ten Cents a Dance de Lionel Barrymore

#### 1932
- Amour défendu (Forbidden) de Frank Capra
- Shopworn de Nick Grinde
- Three Wise Girls de William Beaudine
- La Grande Muraille (The Bitter Tea of General Yen) de Frank Capra

#### 1933
- Taxi Girls d'Edward Buzzell
- Grande Dame d'un jour (Lady for a Day) de Frank Capra

#### 1934
- La Course de Broadway Bill (Broadway Bill) de Frank Capra
- The Defense Rests de Lambert Hillyer
- New York-Miami (It Happened One Night) de Frank Capra

#### 1935
- Gosse de riche (She Couldn't Take It) de Tay Garnett
- Toute la ville en parle (The Whole Town’s Talking) de John Ford

#### 1936
- Aventure à Manhattan (Adventure in Manhattan) de Edward Ludwig
- L’Extravagant Mr. Deeds (Mr. Deeds Goes to Town) de Frank Capra
- Meet Nero Wolfe d’Herbert J. Biberman
- Théodora devient folle (Theodora goes wild) de Richard Boleslawski

#### 1937
- Criminels de l’air (Criminals of the air) de Charles C. Coleman
- Le Fantôme du cirque (The Shadow) de Charles C. Coleman
- The Game That Kills de D. Ross Lederman
- Horizons perdus (Lost Horizon) de Frank Capra
- Paid to Dance de Charles C. Coleman

#### 1938
- Juvenile Court de D. Ross Lederman
- Miss Catastrophe (There’s Always a Woman) d’Alexander Hall
- Vacances (Holiday) de George Cukor
- Vous ne l’emporterez pas avec vous (You Can’t Take It With You) de Frank Capra

#### 1939
- Homicide Bureau de Charles C. Coleman
- The Lone Wolf Spy Hunt de Peter Godfrey
- Monsieur Smith au Sénat (Mr. Smith goes to Washington) de Frank Capra
- Seuls les anges ont des ailes (Only angels have wings) de Howard Hawks

### Années 1940

#### 1940
- L’Ange de Broadway (Angels over Broadway) de Ben Hecht et Lee Garmes
- Blondie on a Budget de Frank R. Strayer
- La Dame du vendredi (His Girl friday) de Howard Hawks
- Le docteur se marie (The Doctor Takes a Wife) de Alexander Hall
- The Lady in Question de Charles Vidor
- Trop de maris (Too Many Husbands) de Wesley Ruggles
- Musique dans mon cœur (Music in my heart) Joseph Santley

#### 1941
- L’Amour vient en dansant (You’ll never get rich) de Sidney Lanfield
- La Chanson du passé (Penny serenade) de George Stevens
- La Famille Stoddard (Adam Had Four Sons) de Gregory Ratoff
- J’épouse ma femme (Bedtime Story) de Alexander Hall
- Tu m’appartiens (You Belong to Me) de Wesley Ruggles

#### 1942
- Embrassons la mariée (They All Kissed the Bride) de Alexander Hall
- Madame veut un bébé (The Lady is willing) de Mitchell Leisen
- Ma sœur est capricieuse (My Sister Eileen) d'Alexander Hall
- Ô toi ma charmante (You were never lovelier) de William A. Seiter
- Une nuit inoubliable (A Night to Remember) de Richard Wallace

#### 1943
- La Cité sans hommes (City Without Men) de Sidney Salkow
- Plus on est de fous (The More the Merrier) de George Stevens

#### 1944
- Coup de foudre (Together again) de Charles Vidor
- La Reine de Broadway (Cover girl) de Charles Vidor

#### 1945
- Aladin et la lampe merveilleuse (A Thousand and One Nights) d'Alfred E. Green
- La Chanson du souvenir (A song to remember) de Charles Vidor
- Cette nuit et toujours (Tonight and every night) de Victor Saville

#### 1946
- Gilda de Charles Vidor
- Meet Me on Broadway de Leigh Jason
- Le Fils de Robin des Bois (The Bandit of Sherwood Forest) de Henry Levin et George Sherman

#### 1947
- L’Étoile des étoiles (Down to Earth) de Alexander Hall
- En marge de l’enquête (Dead Reckoning) de John Cromwell
- L'Homme de mes rêves (It Had to Be You) de Don Hartman et Rudolph Maté

#### 1948
- La Dame de Shanghai (The lady From Shanghai) de Orson Welles
- Les Amours de Carmen (The Loves of Carmen) de Charles Vidor
- Les Reines du music-hall (Ladies of the Chorus) de Phil Karlson

#### 1949
- Anna Lucasta (Anna Lucasta) de Irving Rapper
- Les Désemparés (The Reckless moment) de Max Ophüls
- Les Insurgés (We were strangers) de John Huston

### Années 1950

#### 1950
- Jean Lafitte, dernier des corsaires (Last of the Buccaneers) de Lew Landers
- La Perfide (Harriet Craig) de Vincent Sherman
- Les Nouvelles Aventures du capitaine Blood (Fortunes of Captain Blood) de Gordon Douglas
- Suzy... dis-moi oui (A Woman of Distinction) d'Edward Buzzell

#### 1951
- La Bagarre de Santa Fe (Santa Fe) de Irving Pichel
- La Corrida de la peur (The Brave Bulls) de Robert Rossen
- L'Épée de Monte Cristo (Mask of the Avenger) de Phil Karlson

#### 1952
- L’Affaire de Trinidad (Affair of Trinidad) de Vincent Sherman
- L'Homme à l'affût (The Sniper) d'Edward Dmytryk
- Le Faucon d'or (The Golden Hawk) de Sidney Salkow

#### 1953
- La Belle du Pacifique (Miss Sadie Thompson) de Curtis Bernhardt
- Salomé (Salome) de William Dieterle
- Le Serpent du Nil (Serpent of the Nile) de William Castle
- Station Terminus (Stazione Termini) de Vittorio De Sica
- Tant qu’il y aura des hommes (From here to eternity) de Fred Zinnemann

#### 1954
- La Charge des lanciers (Charge of the lancers) de William Castle
- Désirs humains (Human Desire) de Fritz Lang
- Du plomb pour l’inspecteur (Pushover) de Richard Quine
- Une femme qui s'affiche (It Should Happen to You) de George Cukor

#### 1955
- Ce n’est qu’un au revoir (The Long gray line) de John Ford
- Coincée (Tight spot) de Phil Karlson
- Ma sœur est du tonnerre (My sister Eileen) de Richard Quine
- Picnic de Joshua Logan
- Le Souffle de la violence (The Violent Men) de Rudolph Maté
- Une femme diabolique (Queen bee) de Ranald MacDougall

#### 1956
- L’Ardente gitane (Hot blood) de Nicholas Ray
- L’Extravagante héritière (You can’t run away from it) de Dick Powell
- Tu seras un homme, mon fils (The Eddy Duchin Story) de George Sidney

#### 1957
- 3 h 10 pour Yuma (3:10 to Yuma) de Delmer Daves
- Amère Victoire (Bitter Victory) de Nicholas Ray
- La Blonde ou la Rousse (Pal Joey) de George Sidney
- Le Pont de la rivière Kwaï (The Bridge on The River Kwai) de David Lean
- Un seul amour (Jeanne Eagels) de George Sidney

#### 1958
- La Dernière Fanfare (The Last Hurrah) de John Ford
- Meurtre sous contrat (Murder by Contract) d'Irving Lerner

#### 1959
- Ceux de Cordura (They came to Cordura) de Robert Rossen
- Soudain l’été dernier (Suddenly, Last Summer) de Joseph L. Mankiewicz
- Le Désosseur de cadavres (The Tingler) de William Castle

### Années 1960

#### 1960
- Pepe de George Sidney

#### 1961
- Les Canons de Navarone de J. Lee Thompson

#### 1962
- Lawrence d’Arabie de David Lean
- L’Inquiétante Dame en noir (The Notorious Landlady) de Richard Quine
- Zotz! de William Castle

#### 1963
- Bye Bye Birdie de George Sidney
- The Old Dark House de William Castle

#### 1964
- Docteur Folamour de Stanley Kubrick
- Lilith de Robert Rossen

#### 1965
- L'Amour a plusieurs visages (Loves has many faces) de Alexander Singer
- Lord Jim de Richard Brooks

#### 1966
- Matt Helm, agent très spécial (The Silencers) de Phil Karlson
- Les Ogresses (Le Fate) de Mauro Bolognini, Mario Monicelli, Antonio Pietrangeli et Luciano Salce

#### 1967
- Devine qui vient dîner ? (Guess who’s coming to dinner) de Stanley Kramer
- Divorce à l'américaine (Divorce American Style) de Bud Yorkin
- La Poursuite des tuniques bleues (A Time for Killing) de Phil Karlson

#### 1968
- Funny Girl de William Wyler

#### 1969
- Bob et Carole et Ted et Alice de Paul Mazursky
- Fleur de Cactus (Cactus Flower) de Gene Saks
- Matt Helm règle son comte (The Wrecking Crew), de Phil Karlson
- Model Shop de Jacques Demy

### Années 1970

#### 1970
- Cinq pièces faciles (Five Easy Pieces) de Bob Rafelson

#### 1971
- La Dernière Séance (The Last Picture Show) de Peter Bogdanovich
- Terreur aveugle (Blind Terror) de Richard Fleischer

#### 1972
- La Dernière Chance (Fat City) de John Huston

#### 1973
- Nos plus belles années (The Way We Were) de Sydney Pollack

#### 1974
- Le Voyage fantastique de Sinbad (The Golden Voyage of Sinbad) de Gordon Hessler

#### 1975
- Funny Lady d’Herbert Ross
- La Route de la violence (White Line Fever) de Jonathan Kaplan

#### 1976
- La Rose et la Flèche (Robin and Marian) de Richard Lester
- Taxi Driver de Martin Scorsese

#### 1977
- Rencontres du troisième type (Close Encounters of the Third Kind) de Steven Spielberg

#### 1978
- Les Yeux de Laura Mars (Eyes of Laura Mars) d’Irvin Kershner

#### 1979
- Le Cavalier électrique (The Electric Horseman) de Sydney Pollack
- Guerre et Passion (Hanover street) de Peter Hyams

### Années 1980

#### 1980
- Faut s’faire la malle (Stir Crazy) de Sidney Poitier
- Gloria de John Cassavetes
- Le Lagon bleu de Randal Kleiser
- Fort Bronx de Robert Butler

#### 1981
- Absence de malice (Absence of Malice) de Sydney Pollack

#### 1982
- Tootsie de Sydney Pollack
- La Folie aux trousses (Hanky Panky) de Sidney Poitier
- Annie de John Huston

#### 1983
- Christine de John Carpenter

#### 1984
- Starman de John Carpenter

#### 1985
- Agnès de Dieu (Agnes of God) de Norman Jewison
- Silverado, de Lawrence Kasdan

#### 1986
- Big Trouble de John Cassavetes
- Armé et Dangereux de Mark L. Lester

#### 1987
- Traquée (Someone to Watch Over Me) de Ridley Scott

#### 1988
- Les Aventures du baron de Münchhausen (The Adventures of Baron Munchausen) de Terry Gilliam

#### 1989
- Old Gringo de Luis Puenzo

### Années 1990

#### 1990
- Bons Baisers d’Hollywood (Postcards from the Edge) de Mike Nichols

#### 1991
- The Indian Runner de Sean Penn

#### 1992
- Dracula de Francis Ford Coppola
- Héros malgré lui (Hero) de Stephen Frears

#### 1993
- Last Action Hero, de John McTiernan
- Un jour sans fin, de Harold Ramis

#### 1994
- Les Quatre Filles du docteur March (Little Women) de Gillian Armstrong
- Wolf de Mike Nichols

#### 1995
- Desperado de Robert Rodriguez
- Bad Boys de Michael Bay

#### 1996
- Dangereuse Alliance (The Craft) d'Andrew Fleming
- Lone Star de John Sayles

#### 1997
- Anaconda, le prédateur (Anaconda) de Luis Llosa
- Bienvenue à Gattaca (Gattaca) d’Andrew Niccol
- Men in Black de Barry Sonnenfeld
- Mon copain Buddy (Buddy) de Caroline Thompson ( Produit avec Jim Henson Pictures )

#### 1998
- Un tueur pour cible (The Replacement Killers) d’Antoine Fuqua

#### 1999
- Bone Collector de Phillip Noyce
- Gloria de Sidney Lumet

### Années 2000

#### 2000
- Raccroche ! (Hanging Up) de Diane Keaton
- De quelle planète viens-tu ? (What Planet Are You From?) de Mike Nichols
- Erin Brockovich, seule contre tous (Erin Brockovich) de Steven Soderbergh
- 28 jours en sursis (28 Days) de Betty Thomas
- Je rêvais de l'Afrique (I Dreamed of Africa) d'Hugh Hudson
- Danse ta vie (Center Stage) de Nicholas Hytner
- The Patriot : Le Chemin de la liberté (The Patriot) de Roland Emmerich
- Loser d'Amy Heckerling
- Hollow Man : L'Homme sans ombre (Hollow Man) de Paul Verhoeven
- Snatch : Tu braques ou tu raques (Snatch) de Guy Ritchie
- Presque célèbre (Almost Famous) de Cameron Crowe
- Charlie et ses drôles de dames (Charlie’s Angels) de McG
- Vertical Limit de Martin Campbell
- À la rencontre de Forrester (Finding Forrester) de Gus Van Sant

#### 2001
- Un mariage trop parfait (The Wedding Planner) d'Adam Shankman
- Diablesse (Saving Silverman) de Dennis Dugan
- Le Tailleur de Panama (The Tailor of Panama) de John Boorman
- Joe La Crasse (Joe Dirt) de Dennie Gordon
- Chevalier de Brian Helgeland
- Animal ! L'Animal... (The Animal) de Luke Greenfield
- Evolution d'Ivan Reitman
- Baby Boy de John Singleton
- Final Fantasy : Les Créatures de l'esprit (Final Fantasy: The Spirits Within) d'Hironobu Sakaguchi
- Couple de stars (America's Sweethearts) de Joe Roth
- La Prison de verre (The Glass House) de Daniel Sackheim
- Glitter de Vondie Curtis-Hall
- Écarts de conduite (Riding in Cars with Boys) de Penny Marshall
- 13 fantômes (Thirtheen Ghosts) de Steve Beck
- The One de James Wong
- Sex Academy (Not Another Teen Movie) de Joel Gallen
- Ali de Michael Mann

#### 2002
- Panic Room de David Fincher
- Spider-Man de Sam Raimi
- Allumeuses ! (The Sweetest Thing) de Roger Kumble
- Les Aventures de Mister Deeds (Mr. Deeds) de Steven Brill
- Men in Black 2 de Barry Sonnenfeld
- Stuart Little 2 de Rob Minkoff
- The Master of Disguise de Perry Andelin Blake
- xXx de Rob Cohen
- Mauvais Piège (Trapped) de Luis Mandoki
- Espion et demi (I Spy) de Betty Thomas
- Huit nuits folles d'Adam Sandler (Eight Crazy Nights) de Seth Kearsley
- Adaptation de Spike Jonze
- Coup de foudre à Manhattan (Maid in Manhattan) de Wayne Wang

#### 2003
- Nuits de terreur (Darkness Falls) de Jonathan Liebesman
- Les Larmes du Soleil (Tears of the Sun) d'Antoine Fuqua
- Self Control (Anger Management) de Peter Segal
- École paternelle (Daddy Day Care) de Steve Carr
- Hollywood Homicide de Ron Shelton
- Charlie's Angels : Les Anges se déchaînent ! (Charlie’s Angels: Full Throttle) de McG
- Bad Boys 2 de Michael Bay
- Amours troubles (Gigli) de Martin Brest
- S.W.A.T. unité d'élite (S.W.A.T.) de Clark Johnson
- Il était une fois au Mexique... Desperado 2 (Once Upon a Time in Mexico) de Robert Rodriguez
- Bienvenue dans la jungle (The Rundown) de Peter Berg
- Gothika de Mathieu Kassovitz
- Big Fish de Tim Burton
- Tout peut arriver (Something's Gotta Give) de Nancy Meyers
- Le Sourire de Mona Lisa (Mona Lisa Smile) de Mike Newell
- Peter Pan de P. J. Hogan

#### 2004
- Amour et Amnésie (50 First Dates) de Peter Segal
- Fenêtre secrète (Secret Window) de David Koepp
- Hellboy de Guillermo del Toro
- 30 ans sinon rien (13 Going on 30) de Gary Winick
- Envy de Barry Levinson
- FBI : Fausses blondes infiltrées (White Chicks) de Keenen Ivory Wayans
- Spider-Man 2 de Sam Raimi
- Les Ex de mon mec (Little Black Book) de Nick Hurran
- Anacondas : À la poursuite de l'orchidée de sang (Anacondas: The Hunt for the Blood Orchid) de Dwight H. Little
- Mémoire effacée (The Forgotten) de Joseph Ruben
- The Grudge de Takashi Shimizu
- Un Noël de folie ! (Christmas with the Kranks) de Joe Roth
- Closer, entre adultes consentants (Closer) de Mike Nichols
- Spanglish de James L. Brooks

#### 2005
- On arrive quand ? (Are We There Yet?) de Brian Levant
- Hitch, expert en séduction (Hitch) d'Andy Tennant
- Black/White (Guess Who) de Kevin Rodney Sullivan
- xXx² : The Next Level (xXx²: State of the Union) de Lee Tamahori
- Mi-temps au mitard (The Longest Yard), de Peter Segal
- Les Seigneurs de Dogtown (Lords of Dogtown) de Catherine Hardwicke
- Les Aventures de Shark Boy et Lava Girl (The Adventures of Sharkboy and Lavagirl) de Robert Rodriguez
- Ma sorcière bien-aimée (Bewitched) de Nora Ephron
- Furtif (Stealth) de Rob Cohen
- Gigolo malgré lui (Deuce Bigalow : European Gigolo) de Mike Bigalow
- Bleu d'enfer (Into the Blue) de John Stockwell
- Fog (The Fog) de Rupert Wainwright
- La Légende de Zorro (The Legend of Zorro) de Martin Campbell
- Zathura : Une aventure spatiale (Zathura: A Space Adventure) de Jon Favreau
- Rent de Chris Columbus
- Une famille 2 en 1 (Yours, Mine and Ours) de Raja Gosnell
- Braqueurs amateurs (Fun with Dick and Jane) de Dean Parisot
- Mémoires d'une geisha (Memoirs of a Geisha) de Rob Marshall
- Les Producteurs (The Producers) de Susan Stroman

#### 2006
- La Panthère rose (The Pink Panther) de Shawn Levy
- La Revanche des losers (The Benchwarmers) de Dennis Dugan
- Camping-car (RV) de Barry Sonnenfeld
- Da Vinci Code (The Da Vinci Code) de Ron Howard
- Click : Télécommandez votre vie (Click) de Frank Coraci
- Little Man de Keenen Ivory Wayans
- Monster House de Gil Kenan
- Ricky Bobby : Roi du circuit (Talladega Nights: The Ballad of Ricky Bobby) d'Adam McKay
- Zoom : L'Académie des super-héros (Zoom) de Peter Hewitt
- Rédemption (Gridiron Gang) de Phil Joanou
- Les Fous du roi (All the King's Men) de Steven Zaillian
- Les Rebelles de la forêt (Open Season) de Jill Culton, Roger Allers et Anthony Stacchi
- The Grudge 2 de Takashi Shimizu
- Marie-Antoinette de Sofia Coppola
- L'Incroyable Destin de Harold Crick (Stranger than Fiction) de Marc Forster
- Casino Royale de Martin Campbell
- The Holiday de Nancy Meyers
- À la recherche du bonheur (The Pursuit of Happyness) de Gabriele Muccino
- Rocky Balboa de Sylvester Stallone

#### 2007
- Ma vie sans lui (Catch And Release) de Susannah Grant
- Les Messagers (The Messengers) d'Oxide Pang Chun et Danny Pang
- Ghost Rider de Mark Steven Johnson
- À cœur ouvert (Reign over me) de Mike Binder
- On arrête quand ? (Are We Done Yet?) de Steve Carr
- Dangereuse Séduction (Perfect Stranger) de James Foley
- Spider-Man 3 de Sam Raimi
- Les Rois de la glisse  (Surf's Up) de Ash Brannon et Chris Buck
- SuperGrave de Greg Mottola
- 30 jours de nuit  (30 Days of Night) de David Slade
- Walk Hard: The Dewey Cox Story de Jake Kasdan
- Le Dragon des mers : La Dernière Légende (The Water Horse: Legend of the Deep) de Jay Russell

#### 2008
- Angles d'attaque (Vantage Point) de Pete Travis
- Deux Sœurs pour un roi (The Other Boleyn Girl) de Justin Chadwick
- Las Vegas 21 (21) de Robert Luketic
- Le Témoin amoureux (Made of Honor) de Paul Weiland
- Rien que pour vos cheveux (You Don't Mess with the Zohan) de Dennis Dugan
- Hancock de Peter Berg
- Frangins malgré eux (Step Brothers) d'Adam McKay
- Délire Express (Pineapple Express) de David Gordon Green
- Super blonde (The House Bunny) de Fred Wolf
- Une nuit à New York (Nick and Norah's Infinite Playlist) de Peter Sollett
- Quantum of Solace de Marc Forster
- Sept vies (Seven Pounds) de Gabriele Muccino

#### 2009
- Paul Blart : Super Vigile (Paul Blart: Mall Cop) de Steve Carr
- La Panthère rose 2 (The Pink Panther 2) d'Harald Zwart
- L'Enquête (The International) de Tom Tykwer
- Anges et Démons (Angels & Demons) de Ron Howard
- Terminator Renaissance (Terminator Salvation) de McG
- L'Attaque du métro 123 (The Taking of Pelham 1 2 3) de Tony Scott
- L'An 1 : Des débuts difficiles (Year One) d'Harold Ramis
- L'Abominable Vérité (The Ugly Truth) de Robert Luketic
- Funny People de Judd Apatow
- Julie et Julia (Julie and Julia) de Nora Ephron
- Tempête de boulettes géantes (Cloudy with a Chance of Meatballs) de Phil Lord et Chris Miller
- Bienvenue à Zombieland (Zombieland) de Ruben Fleischer
- Michael Jackson's This Is It de Kenny Ortega
- 2012 de Roland Emmerich
- Où sont passés les Morgan ? (Did you Hear about the Morgans?) de Marc Lawrence

### Années 2010

#### 2010
- Le Chasseur de primes (The Bounty Hunter) d'Andy Tennant
- Karaté Kid (The Karate Kid) d'Harald Zwart
- Copains pour toujours (Grown Ups) de Dennis Dugan
- Salt de Phillip Noyce
- Very Bad Cops (The Other Guys) d'Adam McKay
- Mange, prie, aime (Eat Pray Love) de Ryan Murphy
- Dépucelage mode d'emploi (The Virginity Hit) d'Huck Botko et Andrew Gurland
- The Social Network de David Fincher
- Comment savoir (How Do You Know) de James L. Brooks

#### 2011
- The Green Hornet de Michel Gondry
- Le Mytho (Just Go with It) (Just Go with It) de Dennis Dugan
- World Invasion: Battle Los Angeles (Battle: Los Angeles) de Jonathan Liebesman
- Bad Teacher de Jake Kasdan
- Zookeeper : Le Héros des animaux (Zookeeper) de Frank Coraci
- Les Schtroumpfs (The Smurfs) de Raja Gosnell
- 30 minutes maximum (30 Minutes or Less) de Ruben Fleischer
- Bucky Larson : Super star du X (Bucky Larson: Born to Be a Star) de Tom Brady
- Restless de Gus Van Sant
- Le Stratège (Moneyball) de Bennett Miller
- Jack et Julie (Jack and Jill) de Dennis Dugan
- Mission : Noël (Arthur Christmas) de Sarah Smith
- Millénium : Les Hommes qui n'aimaient pas les femmes (The Girl with the Dragon Tattoo) de David Fincher
- Les Aventures de Tintin : Le Secret de La Licorne (The Adventures of Tintin) de Steven Spielberg

#### 2012
- Ghost Rider 2 : L'Esprit de vengeance (Ghost Rider: Spirit of Vengeance) de Mark Neveldine et Brian Taylor
- 21 Jump Street de Phil Lord et Chris Miller
- Men in Black 3 de Barry Sonnenfeld
- Crazy Dad (That's My Boy) de Sean Anders
- The Amazing Spider-Man de Marc Webb
- Total Recall : Mémoires programmées (Total Recall) de Len Wiseman
- Tous les espoirs sont permis (Hope Springs) de David Frankel
- Premium Rush de David Koepp
- Hôtel Transylvanie (Hotel Transylvania) de Genndy Tartakovsky
- Prof poids lourd (Here Comes the Boom) de Frank Coraci
- Skyfall de Sam Mendes
- Zero Dark Thirty de Kathryn Bigelow
- Django Unchained de Quentin Tarantino

#### 2013
- After Earth de M. Night Shyamalan
- C'est la fin (This Is the End) de Seth Rogen et Evan Goldberg
- White House Down de Roland Emmerich
- Die Hard : Belle journée pour mourir (A Good Day to Die Hard) de John Moore
- Copains pour toujours 2 (Grown Ups 2) de Dennis Dugan
- Les Schtroumpfs 2 (The Smurfs 2) de Raja Gosnell
- L'Île des Miam-nimaux : Tempête de boulettes géantes 2 (Cloudy with a Chance of Meatballs 2) de Cody Cameron et Kris Pearn
- Capitaine Phillips (Captain Phillips) de Paul Greengrass

#### 2014
- Monuments Men (The Monuments Men) de George Clooney
- RoboCop de José Padilha
- The Amazing Spider-Man : Le Destin d'un Héros (The Amazing Spider-Man 2) de Marc Webb
- 22 Jump Street de Phil Lord et Chris Miller
- Sex Tape de Jake Kasdan
- Equalizer (The Equalizer) d'Antoine Fuqua
- Fury de David Ayer
- Annie de Will Gluck
- L'Interview qui tue ! (The Interview) d'Evan Goldberg et Seth Rogen

#### 2015
- Chappie de Neill Blomkamp
- Paul Blart 2 : Super Vigile à Las Vegas (Paul Blart: Mall Cop 2) de Andy Fickman
- Welcome Back (Aloha) de Cameron Crowe
- Pixels de Chris Columbus
- Hôtel Transylvanie 2 (Hotel Transylvania 2) de Genndy Tartakovsky
- Chair de poule, le film (Goosebumps) de Rob Letterman
- Freaks of Nature de Robbie Pickering
- 007 Spectre (Spectre) de Sam Mendes
- The Night Before de Jonathan Levine
- Seul contre tous (Concussion) de Peter Landesman

#### 2016
- La 5ème Vague (The 5th Wave) de J Blakeson
- Grimsby : Agent trop spécial (Grimsby) de Louis Leterrier
- Miracles du Ciel (Miracles from Heaven) de Patricia Riggen
- Angry Birds, le film (The Angry Birds Movie) de Clay Kaytis
- Instinct de survie (The Sallows) de Jaume Collet-Serra
- SOS Fantômes (Ghostbusters: Answer the Call) de Paul Feig
- Sausage Party : La Vie privée des aliments (Sausage Party) de Conrad Vernon et Greg Tiernan
- Les Sept Mercenaires (The Magnificent Seven) d'Antoine Fuqua
- Inferno de Ron Howard
- Passengers de Morten Tyldum

#### 2017
- Life : Origine inconnue (Life) de Daniel Espinosa
- Les Schtroumpfs et le Village perdu (Smurfs: The Lost Village) de Kelly Asbury
- Pire Soirée (Rough Night) de Lucia Aniello
- Spider-Man: Homecoming de Jon Watts
- Le Monde secret des Emojis (The Emoji Movie) de Tony Leondis
- La Tour sombre (The Dark Tower) de Nikolaj Arcel
- L'Expérience interdite : Flatliners (Flatliners) de Niels Arden Oplev
- Blade Runner 2049 de Denis Villeneuve
- Line of Fire (Only the Brave) de Joseph Kosinski
- L'Affaire Roman J. (Roman J. Israel, Esq.) de Dan Gilroy
- L'Étoile de Noël (The Star) de Thimothy Reckart
- Jumanji : Bienvenue dans la jungle (Jumanji: Welcome to the Jungle) de Jake Kasdan

#### 2018
- Pierre Lapin (Peter Rabbit) de Will Gluck
- Superfly de Director X
- Hôtel Transylvanie 3 : Des vacances monstrueuses (Hotel Transylvania 3: Summer Vacation) de Genndy Tartakovsky
- Equalizer 2 (The Equalizer 2) d'Antoine Fuqua
- Alpha d'Albert Hughes
- Undercover : Une histoire vraie (White Boy Rick) de Yann Demange
- Venom de Ruben Fleischer
- Chair de poule 2 : Les Fantômes d'Halloween (Goosebumps 2: Haunted Halloween) d'Ari Sandel
- Front Runner : Le Scandale (Front Runner) de Jason Reitman
- Millénium : Ce qui ne me tue pas (The Girl in the Spider's Web) de Fede Álvarez
- Spider-Man: New Generation (Spider-Man: Into the Spider-Verse) de Peter Ramsey, Bob Persichetti et Rodney Rothman
- Holmes & Watson d'Etan Cohen

#### 2019
- Escape Game (Escape Room) d'Adam Robitel
- L'Incroyable Aventure de Bella (A Dog's Way Home) de Charles Martin Smith
- Miss Bala de Catherine Hardwicke
- Men in Black International de F. Gary Gray
- Spider-Man: Far From Home de Jon Watts
- Once Upon a Time… in Hollywood de Quentin Tarantino
- Angry Birds : Copains comme cochons (The Angry Birds Movie 2) de Thurop Van Orman et John Rice
- Retour à Zombieland (Zombieland: Double Tap) de Ruben Fleischer
- Charlie's Angels d'Elizabeth Banks
- Jumanji: Next Level (Jumanji: The Next Level) de Jake Kasdan
- Les Filles du docteur March (Little Women) de Greta Gerwig

### Années 2020

#### 2020
- Bad Boys for Life d'Adil El Arbi et Bilall Fallah
- Nightmare Island (Fantasy Island) de Jeff Wadlow
- Bloodshot de Dave Wilson
- The Craft : Les Nouvelles sorcières (The Craft: Legacy) de Zoe Lister-Jones
- La Vie en un an (Life in a Year) de Mitja Okorn

#### 2021
- Les Mitchell contre les machines (The Mitchells vs. the Machines ) de Michael Rianda
- Pierre Lapin 2 : Panique en ville (Peter Rabbit 2 : The Runaway) de Will Gluck
- Le Dragon-génie (Wish Dragon) de Chris Applehans
- Un papa hors pair (Fatherhood) de Paul Weitz
- Escape Game 2 : Le monde est un piège (Escape Room: Tournament of Champions) d'Adam Robitel
- Vivo de Kirk DeMicco
- Cendrillon (Cinderella) de Kay Cannon
- Venom: Let There Be Carnage d'Andy Serkis
- SOS Fantômes : L'Héritage (Ghostbusters: Afterlife) de Jason Reitman
- Spider-Man: No Way Home de Jon Watts
- A Journal for Jordan de Denzel Washington

#### 2022
- Hôtel Transylvanie : Changements monstres (Hotel Transylvania: Transformania) de Derek Drymon et Jennifer Kluska
- Uncharted de Ruben Fleisher
- Morbius de Daniel Espinosa
- Père Stu : un héros pas comme les autres (Father Stu) de Rosalind Ross
- The Man from Toronto de Patrick Hughes
- Là où chantent les écrevisses (Where the Crawdads Sing) d'Olivia Newman
- Bullet Train de David Leitch
- Enzo le Croco (Lyle, Lyle, Crocodile) de Josh Gordon et Will Speck
- Devotion de J. D. Dillard
- Le Pire voisin au monde (A Man Called Otto) de Marc Forster

#### 2023
- 65 : La Terre d'Avant (65) de Scott Beck et Bryan Woods
- Spider-Man: Across the Spider-Verse de Joaquim Dos Santos, Kemp Powers et Justin K. Thompson
- Le Challenge (No Hard Feelings) de Gene Stupnitsky
- Gran Turismo de Neill Blomkamp
- Equalizer 3 (The Equalizer 3) d'Antoine Fuqua
- Dumb Money de Craig Gillespie
- Napoléon (Napoleon) de Ridley Scott
- Tout sauf toi (Anyone but You) de Will Gluck

#### 2024
- Jamais plus de Justin Baldoni
- Madame Web de S. J. Clarkson
- SOS Fantômes : La Menace de Glace (Ghostbusters: Frozen Empire) de Gil Kenan
- My Ex-Friend's Wedding de Kay Cannon
- Garfield, Héros malgré lui (The Garfield Movie) de Mark Dindal
- Harold and the Purple Crayon de Carlos Saldanha
- Bad Boys: Ride or Die d'Adil El Arbi et Bilall Fallah
- Kraven le Chasseur (Kraven the Hunter) de J. C. Chandor
- Venom: The Last Dance de Kelly Marcel

#### 2025
- Karate Kid: Legends de Jonathan Entwistle
- 28 Years Later de Danny Boyle
- Souviens-toi… l'été dernier (I Know What You Did Last Summer) de Jennifer Kaytin Robinson
- Anaconda de Tom Gormican

#### 2026
- 28 Years Later: The Bone Temple de Nia DaCosta